# Stanisław Chełchowski
Stanisław Kostka Anastazy Chełchowski (ur. 27 lutego 1866 w Chojnowie, zm. 23 marca 1907 w Ciechanowie) – działacz społeczny, oświatowy, gospodarczy i polityczny, rolnik, przyrodnik (mykolog) i etnograf, właściciel majątków Chojnowo i Miłoszewiec Kmiecy.

## Rodzina
Stanisław Chełchowski był synem Teodora Chełchowskiego h. Lubicz, właściciela majątku Chojnowo i Julii z Obrębskich. Rodzeństwo: Maria Śniechowska, Teodora Rouppertowa, Kazimierz i Jadwiga Milewska.
Żonaty z Jadwigą Jaworowską z Unikowa (ślub odbył się w 1891), miał czworo dzieci: Zbigniewa (1894-1917), zmarłego tragicznie w Rosji, Halinę Jadwigę Bojanowską z Lipy (1895-1937), Kazimierza (1899-1954), który odziedziczył Chojnowo i Danutę Żelechowską (1902-1983), która odziedziczyła Miłoszewiec Kmiecy.

## Edukacja
Uczył się w Mławie w szkole A. L. Pigłowskiego, następnie w Warszawie, gdzie ukończył IV gimnazjum (1883) i w 1887 (ze złotym medalem) Wydział Fizyko-Przyrodniczy Cesarskiego Uniwersytetu Warszawskiego.

## Praca naukowa
Chełchowski już w wieku 14 lat rozpoczął współpracę z redakcją Słownika Geograficznego Królestwa Polskiego, opracowując kilka haseł. W latach następnych badał stosunki etnograficzne Mazowsza Płockiego, szczególnie jego części północnej i Kurpiów. W Wiśle zamieścił m.in. Materiały do etnografii ludu z okolic Przasnysza (1888) oraz Stosunki etnograficzne w powiecie przasnyskim (1893, na podstawie własnej pracy Stosunki etnograficzne w guberni płockiej ogłoszonej w Kalendarzu Płockim na rok 1891). Najważniejszą pracą etnograficzną Chełchowskiego są Powieści i opowiadania ludowe z okolic Przasnysza, zebrane w osobnym wydawnictwie biblioteki Wisły jako tomy V i VI (1889-90). Zawierają one 86 bajek spisanych w gwarze, z zachowaniem odrębności poszczególnych bajarzy i są wysoko cenione także przez współczesnych badaczy folkloru polskiego.
Chełchowski był autorem kilku broszur popularyzujących wiedzę rolniczą (m.in. O uprawie owsa dla użytku gospodarzy rolnych 1898, Nasze wzorowe gospodarstwa włościańskie, 1899, Rolnictwo w organizacji samorządu, 1906) oraz szeregu artykułów zamieszczonych w Gazecie Rolniczej (także jako jej wydawca), Gazecie Cukrowniczej czy Encyklopedii Rolniczej. Był też w komitecie redakcyjnym Roczników Nauk Rolniczych.
Duże uznanie zyskał jako botanik i mykolog. Prace z tej dziedziny publikował w Wiadomościach Uniwersyteckich, Pamiętniku Fizyograficznym i we Wszechświecie. Odkrył kilka gatunków grzybów, był autorem pierwszego w Polsce atlasu grzybów oraz bibliografii prac florystycznych i mykologicznych. Kilka rękopisów prac Chełchowskiego zaginęło w czasie powstania warszawskiego.

## Działalność społeczna
Po śmierci ojca w 1891 objął prowadzenie majątku (o pow. ok. 430 ha). Od 1900 kierował pracami sekcji rolnej przy Muzeum Przemysłu i Rolnictwa w Warszawie. Był członkiem Ligi Narodowej. Działacz Macierzy Szkolnej, inicjator zorganizowanego w 1906 r. Wydziału Rolniczego przy Towarzystwie Kursów Naukowych w Warszawie, stanowiącego zaczątek późniejszej SGGW. Został następnie członkiem Rady Naukowej Wydziału. Organizator kółek rolniczych i krzewiciel wiedzy rolniczej wśród ziemian i włościan, m.in. przez pokazy hodowlane, wystawy i konkursy oraz zakładając w Miłoszewcu (1899) rolniczą stację doświadczalną, jedną z pierwszych w kraju. Brał aktywny udział w zorganizowaniu Towarzystw Wzajemnych Ubezpieczeń od ognia – „Snop” i gradobicia – „Ceres”, Towarzystwa Mleczarskiego i Towarzystwa Melioracyjnego. W l. 1901-1905 pierwszy prezes Towarzystwa Rolniczego Płockiego. W Ciechanowie w 1904 zorganizował Towarzystwo Kredytowe Ziemskie. Współzałożyciel i pierwszy prezes Centralnego Towarzystwa Rolniczego w Królestwie Polskim (wybrany kilka dni przed śmiercią w marcu 1907).

## Działalność polityczna
Z czasów studiów uniwersyteckich datuje się znajomość Chełchowskiego z Romanem Dmowskim, który spędzał wakacje w Chojnowie. W późniejszym czasie Chełchowski stał się aktywnym działaczem Ligi Narodowej i Narodowej Demokracji, współpracownikiem Głosu. Był też posłem z guberni płockiej do I Dumy Rosyjskiej w Petersburgu.
Stanisław Chełchowski zmarł w drodze do Płocka, na zebranie Towarzystwa Rolniczego. Pochowany został w grobie rodzinnym we wsi Czernice Borowe. Grób znajduje się pod opieką Towarzystwa Miłośników Ziemi Ciechanowskiej i Towarzystwa Przyjaciół Ziemi Przasnyskiej.

## Obchody 100. rocznicy śmierci
- 22 marca 2007 w Centralnej Bibliotece Rolniczej im. M. Oczapowskiego w Warszawie przy współudziale Urzędu Gminy Czernice Borowe i Polskiego Towarzystwa Ziemiańskiego odbyła się sesja naukowa z okazji 100-lecia powstania Centralnego Towarzystwa Rolniczego i śmierci współzałożyciela i pierwszego prezesa CTR – Stanisława Chełchowskiego. Referaty wygłosili prof. Jerzy Krzymuski, dr Ryszard Miazek, dr Mariusz Kosieradzki i dr Karol Krajewski. Po sesji zebrani zwiedzali wystawę poświęconą CTR i S. Chełchowskiemu.
- 25 marca 2007 w Czernicach Borowych odbyły się uroczystości poświęcone Stanisławowi Chełchowskiemu, współorganizowane przez Towarzystwo Przyjaciół Ziemi Przasnyskiej. Uroczystości rozpoczęły się mszą świętą o spokój duszy zmarłego. Następnie złożono wieńce i kwiaty na grobie Stanisława Chełchowskiego. Wśród wielu gości byli przedstawiciele rodziny Chełchowskiego m.in. wnuczka, Halina Żelechowska i aktorka Anna Milewska.
- 2 września 2007 w Przasnyszu i Rostkowie odbywały się kolejne uroczystości związane z setną rocznicą śmierci Stanisława Chełchowskiego. Podczas sesji naukowej w Miejskim Domu Kultury w Przasnyszu referaty wygłosili: Adam Pszczółkowski (Chełchowscy w drodze do Chojnowa) i Piotr Kaszubowski (Publicystyka z zakresu etnografii Stanisława Chełchowskiego i jego siostry Jadwigi Milewskiej). O godz. 10.30 w Muzeum Historycznym w Przasnyszu nastąpiło otwarcie wystawy pt. Stanisław Chełchowski – życie i dzieło. Rostkowska część uroczystości rozpoczęła się o godz. 12.00 mszą św. za spokój duszy Stanisława Chełchowskiego i Jadwigi Milewskiej. W Parku Dydaktycznym, obok szkoły podstawowej, poświęcone zostały ich pomniki autorstwa Jana Stępkowskiego ze Strzegowa. Organizatorami obchodów byli: Wójt Gminy Czernice Borowe, Muzeum Historyczne w Przasnyszu, Towarzystwo Przyjaciół Ziemi Przasnyskiej i Miejski Dom Kultury w Przasnyszu.